# 漩涡博人
漩涡慕留人又稱大筒木慕留人 是日本漫画家岸本齐史笔下的一个虚构角色，首次登场于日本漫画系列《火影忍者》中，后于2015年的电影《火影忍者劇場版：螺釘傳》、动漫系列《博人传-火影次世代-》中担任主角。他是《火影忍者》主角漩渦鳴人与漩渦雛田的长子，与宇智波佐良娜、巳月一道组成忍者小队，在猿飛木叶丸的指導下接受忍者训练，梦想能够超越自己的父亲。
尽管外貌和父母親慕留人的外貌和父亲鸣人小时候的样子类似，他们的个性却有所不同。鸣人和博人之间的父子关系也在影射着岸本齐史和他的子女之间的关系。在《火影忍者劇場版：最終章》裏，慕留人日文版的配音是由菊池心负责的，随后又由三瓶由布子接手后续的配音工作。三瓶本人非常喜欢为博人配音，称其在剧中的表现很可爱。英文版的配音则由迈利·弗拉纳根负责《最终章》的部分，后续工作则由阿曼达·C·米勒完成。

## 人物设定

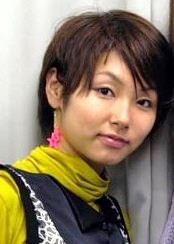
电影、动画中漩涡博人的配音员三瓶由布子

2013年《火影忍者》剧情高潮迭起时，岸本齐史设计出了漩涡博人这一角色，为的是主角漩涡鸣人在剧终时能够当上父亲。在岸本构思中，博人和他的父亲鸣人言行举止类似，但也有所不同。尽管岸本为了筹备《火影忍者》的续作《博人传-火影次世代-》（以下简称《博人传》）而没有透漏更多的人物设定细节，但他也补充说博人的性格没有像鸣人那样直来直去。“博人”（ボルト）一名衍生自日向宁次——他是漩涡雏田的堂兄，曾在第四次忍界大战中为了保护博人的双亲而死。博人的名字也是为了纪念宁次的牺牲而取，二者日文中皆有“螺丝钉”的含义。漫画剧终时，岸本齐史本想设定博人也能像母亲漩涡雏田那样拥有“白眼”，但后来却忘记了。续作《博人传》中，博人右眼可在特殊条件下激发成“净眼”，能够看见其他忍者的查克拉（用于释放“忍术”的能量）。这一能力首次出现在该漫画第一章与川木的战斗中，为的是能够吸引更多的粉丝关注这场混战的后续进程。
在电影《火影忍者劇場版：螺釘傳》中，岸本齐史基于与自己孩子的情感之上构想出了鸣人、博人之间的关系，想要通过电影来表现出两个角色之间的父子感情。此外，电影主题曲《DIVER》也在隐喻着博人——作曲乐團Kana-Boon的成员说，这首歌影射了博人在电影剧情中心境不断变化的历程。
此外，在《火影忍者剧场版：慕留人傳》中，鸣人的挚友兼对手宇智波佐助将博人收为自己的徒弟。因为佐助在火影忍者剧场版中出镜的次数过少的缘故，岸本希望他在这部剧场版中能够多多出场。这一设定也受了鸟山明漫画《七龙珠》中短笛的影响。短笛本是《七龙珠》主角孙悟空的敌人，后成为孙悟空的长子孙悟饭的师父。
漩涡博人的普通话配音员是山新，因为“从小在《火影忍者》的陪伴下长大”，她觉得这次的配音工作对她意义重大。英文版的配音由迈利·弗拉纳根负责《火影忍者劇場版：最終章》的部分，后续的剧场版、动画则由阿曼达·C·米勒完成。《最终章》的博人日文原版配音是菊池心负责的，随后又由三瓶由布子接手后续的配音工作。三瓶十分珍视这次配音机会，还开玩笑说鸣人的配音员竹内顺子现在不得不给“爸爸级”的鸣人配音了。起初，三瓶在给博人配音的时候遇到了些困难，但当她接到剧本后便渐渐了解了作品对“博人”这一角色的诠释，明白了博人其实打心里爱着自己的父亲，配音工作也因此变得娴熟了起来。三瓶对《火影忍者剧场版：慕留人傳》很满意，向原作者岸本齐史请求卷土重来再制作一部剧场版，结果岸本称自己想要“消停消停”。

## 剧中表现
博人是木叶村忍者学校的一名学生，继承了其父亲家庭的黄色短发和碧蓝双眸，甚至连说话都有口头禅（“如果我……”），也会像父亲那样使用影分身、变身术和螺旋丸这三种忍术。此外，他也继承了母亲家庭的柔拳式体术，但没有像他妹妹漩涡向日葵那样的白眼，而是开启了另一种瞳術「淨眼」，能够看见致人发狂的“黑色查克拉”。他也学会了自己师父宇智波佐助的宇智波家族所擅长的手里剑术。另外，他掌握一些自学的忍术，如“水遁·波涛”、“风遁·烈风掌”、“雷遁·迅雷箭”等。其資質勝過父親鳴人，也相對聰明，如在動畫版第36至37集忍者學校畢業考試過程中，尚未成為下忍的博人雖被主考官卡卡西壓制，但卡卡西評價其忍術方面的能力已達中忍水平。
和父亲鸣人小时候类似，博人也时常恶作剧来引起人们的注意，但是“作案动机”动机却不尽相同——自从鸣人当上火影後，他便不顾家庭地忙得不可开交。博人为了报复日理万机的父亲，在火影颜岩（木葉村內刻有鸣人等历代火影的头像的山，类似于美国总统山）上大肆涂鸦，结果被鸣人喝止，并向博人解释何谓“牺牲小我，成全大我”。此外，在火影忍者外传《第七代火影與緋色的花月》中，他将一份便当递给自己的同学宇智波佐良娜，请她代为递给鸣人。佐良娜在此次事件后也萌生出了想要成为火影的想法。
在《火影忍者剧场版：博人传》中，博人参加了中忍考试，想要与自己的队友一起从下忍升到中忍。在考前他一直在训练，想要早日超越自己的父亲，随后在木叶丸的帮助下成功制造了一颗小型的螺旋丸，并拜了鸣人的挚友兼对手宇智波佐助为师。佐助告诉博人，他有可能超越自己的父亲。在正式的考试中，博人使用“科学忍具”作弊，将忍术的威能提升了许多倍，结果被父亲发现并当场判定不合格，博人也为此对父亲大发脾气，不满他平日不顾家庭，终日忙忙碌碌。正在这时，村子遭到袭击，鸣人为了保护木叶被抓走。师父佐助的一番训斥之下，博人意识到了自己的不足，与众人一起前往拯救鸣人。在与敌人的斗争中，博人终于得到了父亲的认可。在鸣人、佐助的合力帮助下，博人用螺旋丸击败了敌人。虽然他依然讨厌“火影”的名号，但经过这次战役的洗礼，他下定决心，努力训练让自己变得更为强大，像自己的师父佐助那样保护村子，并表明要支持佐良娜成为火影。
池本幹雄执笔的漫画《博人传》中，博人再一次经历了一遍剧场版的情节，但大筒木桃式一战过后，右手多出了一个菱形的印记「楔」。随后，博人与火之国大名的儿子成为好朋友，在其危急时刻挺身而出。此外，在该漫画开头、与川木的对战中，他使用了一柄剑作为自己的武器，并展示出了自己的“瞳术”。《博人传》动画版则将时间倒回了博人刚刚进入忍者学校的时候。博人透过自己的瞳术，揪出了一个个被“黑色查克拉”附身的人。随后，博人与忍者学校的学生前往雾忍村进行畢業旅行，但却面临着雾忍村的政变。

## 術
- 底色為 （杏仁白）色的表示該忍術為動畫、遊戲、劇埸版的原創。

| 招式名稱       | 簡介 | 種類     | 等級  |
| -------------- | --- | -------- | ----- |
| 净眼           | 只有博人展现过的奇特瞳术，而且只有右眼展现。巩膜由白色变为灰黑色，虹膜由蓝色变为浅蓝（青白）色，瞳孔由黑色变为淡蓝色。博人自己似乎不怎么了解，也不能自由控制。能够发现附在他人身上的异常查克拉，但并不会和白眼一样在使用时暴起青筋。能力為可以看破弱點及洞察時空間位置所在。 | 血繼限界 |       |
| 影分身之術     | 用於諜報的高級分身術，是將查克拉均分製造出實體分身，並可同使用者一起行動戰鬥，解除後能將記憶和經驗傳回本體。 | 忍       | B     |
| 螺旋丸         | 慕留人的祖父波風湊自創的忍術，先將查克拉集中在手上，這時查克拉要以不規則的方向不停轉動，加以壓縮，維持成手掌般大小的球狀，再襲向對方。博人无意识地融入了雷屬性变化，从而形成了“消失的螺旋丸”，可作为远程攻击并且在中途会如同消失了一般隐形。                                 | 忍       | A     |
| 壓縮螺旋丸     | 經過與鹿代的討論後，博人將螺旋丸壓縮變小，把力量集中於一點，藉以提升破壞力與穿透力，使用後對手臂負擔極大。 | 忍       | A     |
| 超高壓縮螺旋丸 | 比壓縮螺旋丸威力和穿透力更甚的忍術。在博人傳動畫175集與迪帕對戰中，使用巳月的白蛇仙人力量保護手臂進而壓縮壓縮螺旋丸擊潰迪帕的超密度盔甲，巳月因此斷了手臂。 | 忍       | S     |
| 水遁·水波濤    | 與豪火球相似，同樣以查克拉提練，從口中發出一發水柱攻擊。 | 忍       |       |
| 風遁·螺旋丸    | 經過卡卡西的教導後，博人在螺旋丸中融入了風屬性變化。顏色為綠色，帶有光環，是類似螺旋手裏劍的忍術 | 忍       | S     |
| 风遁·烈风掌    | 将查克拉进行变质而产生出风，用拍手为契机把风压缩将其进化成狂暴的烈风的术。 | 忍       |       |
| 雷遁·手里剑    | 在多個手里剑上施加雷遁，射向對方。 | 忍       |       |
| 雷遁·迅雷箭    | 首先在手提練查克拉，再放出帶有雷電的箭。 | 忍       |       |
| 雷遁·紫電      | 透過科學忍具，使出卡卡西的忍術紫電，把雷屬性查克拉注入手中並攻擊的招式，是卡卡西在失去寫輪眼之後開發出類似雷切的新忍術。在博人傳動畫第61集中，博人自己本身只能使用威力很弱小且似是而非的版本。青少年博人已可完美使用這個術。                                                 | 忍       | S     |
| 博人氣流       | 首先發動烈風掌，再利用帶有雷遁的忍具，最後使用影分身向目標衝刺。 | 體       |       |
| 柔拳           | 日向一族的秘术，由于是对穴位或敌人的弱点进行攻击，因此一般需要白眼进行配合。柔拳是将查克拉变成针然后注入敌人体内造成破坏的体术。柔拳不但可以用手发动（通过手上的穴位），全身有穴位的地方都能发动。柔拳是日向一族其他拳术，包括八卦六十四掌、点穴、回天等的基础。             | 體       |       |
| 色誘術         | 是鳴人的第一個自創忍術，利用變身去變成一個美麗的裸女；第24集博人對紗羅妲使用過，紗羅妲說要把開發的人揍扁。 | 忍       |       |
| 通靈之術       | 龍地洞的辛牙大蛇的契約者。 | 忍       | B     |
| 楔             | 手上的印記，是桃式臨死之前將身體數據化後打入博人體內所形成；桃式意圖之後以博人的身體為容器復活；可以輕鬆吸收各種忍術或能量，但是不能吸收物質。 | 神術     |       |
| 螺旋丸渦彥     | 青少年博人學會新型態絕招 | 忍       | SS    |
| 飛雷神之術     | 青少年博人學會的忍術。屬於時空間忍術，可實現瞬身效果。施術者事先在目標地留下術式，即可瞬間轉移至該目標地。施術者可在觸碰到的任意處留下術式，亦可使用帶有術式的特製苦無。一般情況下飛雷神術式永不消失，僅有少數特殊情況下除外（如帶土成為十尾人柱力後身上術式消失）。         | 忍       | S[19] |

## 评价

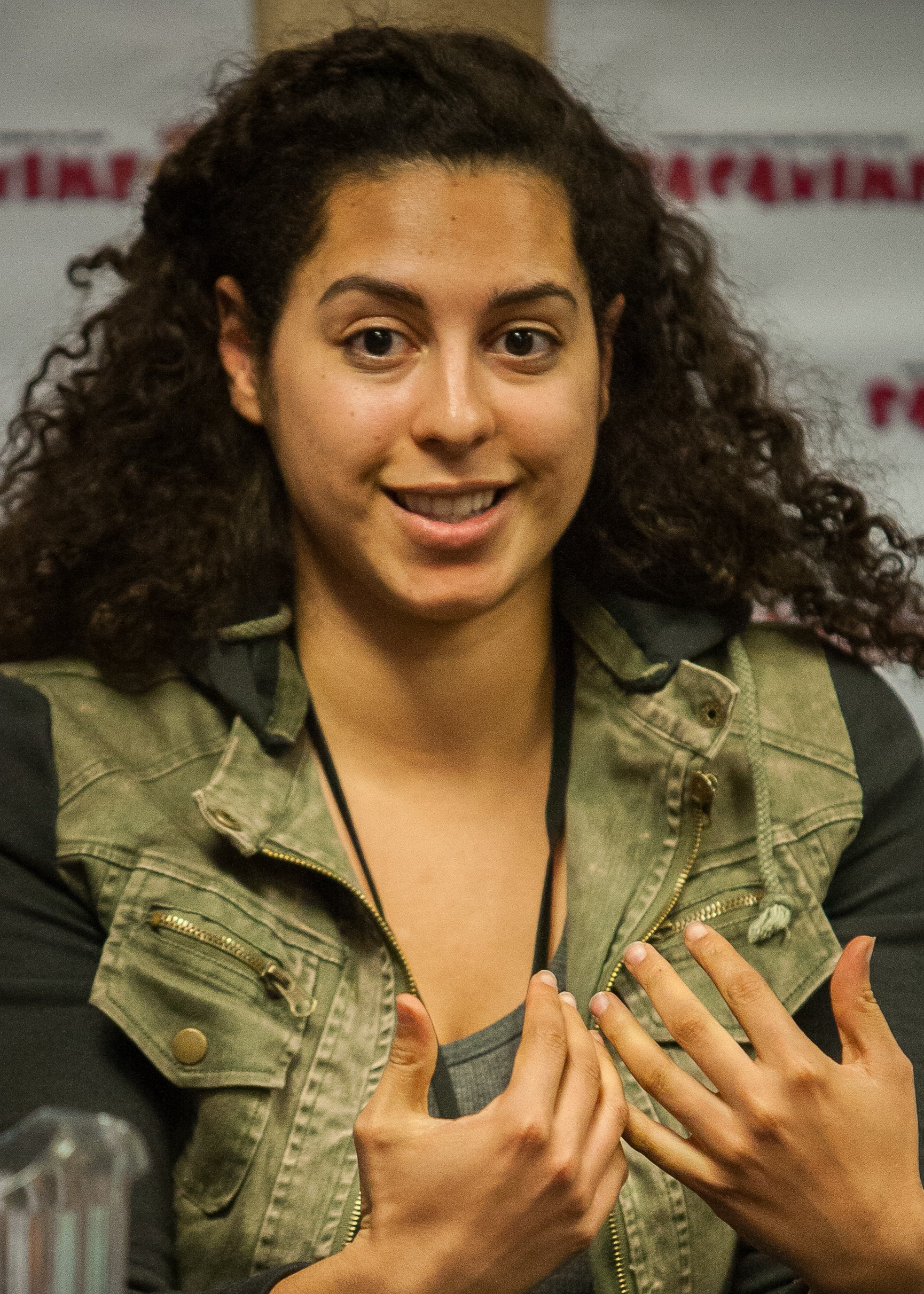
部分评论员很喜欢漩涡博人的英語配音员阿曼达·C·米勒

评论界对博人一角的评价有好有坏，但整体较为正面。评论员安迪·汉雷（Andy Hanley）觉得，虽说博人和其父亲鸣人的外貌、举止都很像，但二人却有所不同，性格、想法也各不一样。汉雷和動畫新聞網的艾米·麦乐田（Amy McNulty）都很喜欢《火影忍者剧场版：螺釘傳》中表达出的父子情感。由于童年经历各不相同（鸣人是孤儿，而博人的父亲是火影），博人、鸣人与各自父亲之间情感也有所差异。麦乐田也称赞了电影中博人由对父亲不屑到担心父亲安危的心态变化。她还十分欣赏为博人英文版配音的阿曼达·C·米勒，但觉得和三瓶由布子的日文版配音比起来，米勒的配音听起来有些女性化。Japanator撰稿人克里斯蒂安·奇奥克（Christian Chiok）赞扬了博人的角色发展过程、与父亲之间的关系等，认为电影中的这个桥段十分温暖人心。Otaku USA的亚历山大·希尔（Alexandria Hill）喜欢博人与鸣人、佐助组队共同抗敌的打戏。DVD Talk的克里斯·季默曼（Chris Zimmerman）指出，作者精心渲染了博人一开始与父亲之间的不和，以及在电影高潮时二人关系逐渐融洽的过程。动画新闻网的瑞贝卡·西尔弗曼（Rebecca Silverman）赞扬了剧作家没有让博人的叛逆流于普通的“青春期骚动”，也称赞了宇智波佐助因博人和其父鸣人过去的样子很像而收博人为徒的这一决定。关于《博人传》的动画版，麦乐田也十分乐在其中，因为被《火影忍者》原作几乎略去的忍者学校生活情节在《博人传》动画版中得到了极大的补充，而且博人和鸣人小时候的一举一动也不尽相同。的撰稿人撒拉·尼尔金（Sarah Nelkin）指出，虽然动画版的博人依然要与被“鬼影”操纵的人之间打斗，但这情节比原作《火影忍者》终篇中的战斗要轻快许多，毕竟在原作末尾鸣人、佐助再度和好如初前，二人之间的恶斗几乎将彼此置之死地。
尽管部分评论者对人物的情节展开给予好评，但也有其他评论者对此持相反态度。Kotaku撰稿人理查德·艾森拜斯（Richard Eisenbeis）批评了博人的角色发展历程，认为在电影末尾他与父亲建立的情感纽带有些莫名其妙、不堪一击。Fandom Post的克里斯·贝弗里奇（Chris Beveridge）认为《博人传》漫画第一章中，博人、鸣人二人之间的关系着墨过多，但他依然很喜欢漫画开头处成年博人战斗场景所埋下的伏笔。此外，贝弗里奇认为动画版博人的人物设定比漫画版要出彩一些。IGN撰稿人山姆·斯图瓦特（Sam Stewart）认为博人的性格没“那么来劲儿”，因为博人对父亲的讨厌有点误导性，而且这类父子桥段在各种作品中已经被用滥了。但随着人物情节进一步展开，斯图瓦特喜欢上了剧中博人孩子气的一面——博人扮成自己刚刚看的一部武打片的主角，把全家吓得不轻。他也很喜爱动画版对博人“神秘瞳术”的情节安排，认为这些片段能够与《火影忍者剧场版：螺釘傳》中的情节互相呼应。